# Kondomari mészárlás
A kondomari mészárlás a Kréta északi partján, Plataniász községben, Haniától nagyjából 18 km-re nyugatra és a malemei repülőtértől 3 km-re délkeletre, Kondomarí (görögül: Κοντομαρί) település mellett elkövetett, később háborús bűntettként értékelt tömeggyilkosság volt a második világháborúban. A szigetet megszálló német csapatok a görög civil lakosságot gyilkolták le 1941. június 2-án.
A háborús bűncselekmény a német ejtőernyősök 1941. május 20-án kezdődő – a görög és brit erőktől védett – Kréta megszállásának Merkúr hadművelet következtében történt. A német egységek ekkor Kurt Student vezérezredes parancsnoksága alatt álltak. A németek a földet éréskor heves ellenállásba ütköztek, amiben helyi civilek és partizánok is részt vettek, akik az 1. Luftlande-Sturm-Regiment (földre szálló rohamezred) III. zászlóaljának ejtőernyősei közül többeket lelőttek, de a csata alatt összességében is komoly veszteségeket okoztak a Wehrmachtnak. A helyi lakosság addig nem tapasztalt ellenállása ellent mondott az 1907-es hágai egyezmény azon passzusának, mely szerint csak hivatásos katonák vehetnek részt a harcokban. A németek szerint ezeknél az eseteknél a krétaiak különleges kegyetlenséggel jártak el, egyes jelentések szerint késekkel, baltákkal, kaszákkal támadtak az ejtőernyősökre, de olyan hírek is terjengtek, melyek szerint a rendkívül magas veszteségeket a helyiek kínzásai és csonkításai okozták. Miután ezek a hírek eljutottak a Luftwaffe berlini főparancsnokságára, Göring megparancsolta Studentnek, hogy rendeljen el vizsgálatot és megtorlást. Ez végül Student vezérezredes május 31-én kihirdetett, megtorló intézkedéseiről szóló parancsában öltött testet, amit még a vizsgálatok lezárása előtt adott ki, és amiben az áll, hogy az érvényes háborús jogot és az idevonatkozó bíróságokat figyelmen kívül kell hagyni, de szó esik benne helységek felégetéséről, agyonlövésekről és „kiirtásról” is. Ennek következtében több helyen tömeges kivégzésekre került sor.
Így lettek a környéken talált néhány halott német ejtőernyős miatt Kondomari férfi lakosai is gyilkossággal megvádolva. 1941. június 2-án, a sziget elfoglalásának másnapján az 1. Luftlande-Sturm-Regiment III. zászlóaljának négy teherautónyi katonája Horst Trebes főhadnagy parancsnoksága alatt körbevette Kondomarit. Trebes volt a zászlóalj legmagasabb rangú tisztje, aki sérülés nélkül úszta meg a csatát. A lakosokat összeterelték a falu főterére, majd a férfiak közül túszokat szedtek, a nőket és gyermekeket elengedték. A kiválasztott férfiakat egy olajfaligetbe vezették, ahol Trebes főhadnagy parancsára nem sokkal később lelőtték őket. Az áldozatok pontos száma máig nem teljesen tisztázott: német feljegyzések és a helyi emléktábla 23 nevet tüntetnek fel, de egyes források 60 főt is említenek. Magát Kondomarit lerombolták.
A polgári lakosság agyonlövését Franz-Peter Weixler fényképész örökítette meg a Wehrmacht propagandaszázadának megbízásából, aki 1945 novemberében a háborús bűnösök nürnbergi bíróságának egy írásos szemtanúi jelentést adott át a kivégzésekről. Weixlert a fotók továbbadása miatt a Gestapo letartóztatta, és másfél évig fogva tartotta. A képek negatívjait 39 évvel később fedezte fel a német szövetségi archívumban egy görög újságíró.
Studentet később háborús bűncselekmények vádjával öt év fegyházra ítélték, de egy fellebbező tárgyalás után 1948-ban szabadon engedték. Trebes 1944. július végén a normandiai harcokban elesett.
A második világháború után Kondomarit újjáépítették, napjainkban kisebb nyaralóhelyként működik.

## Fordítás
- Ez a szócikk részben vagy egészben  a   Massacre of Kondomari című angol Wikipédia-szócikk ezen változatának fordításán alapul.  Az eredeti cikk szerkesztőit annak laptörténete sorolja fel. Ez a jelzés csupán a megfogalmazás eredetét és a szerzői jogokat jelzi, nem szolgál a cikkben szereplő információk forrásmegjelöléseként.
- Ez a szócikk részben vagy egészben  a   Kondomari című német Wikipédia-szócikk ezen változatának fordításán alapul.  Az eredeti cikk szerkesztőit annak laptörténete sorolja fel. Ez a jelzés csupán a megfogalmazás eredetét és a szerzői jogokat jelzi, nem szolgál a cikkben szereplő információk forrásmegjelöléseként.